# Gleison Bremer
Pour les articles homonymes, voir Bremer.
Gleison Bremer Silva Nascimento dit Bremer, né le 18 mars 1997 à Itapitanga au Brésil, est un footballeur international brésilien qui évolue au poste de défenseur central à la Juventus FC.

## Biographie

### En club

#### Atlético Mineiro (2017-2018)
Né à Itapitanga au Brésil, Bremer est formé par le modeste club du Desportivo Brasil. En mars 2017 il rejoint l'Atlético Mineiro alors qu'il était coûrtisé également par le SC Internacional.

#### Torino FC (2018-2022)
Le 10 juillet 2018 Bremer signe pour cinq ans au Torino FC, pour sa première expérience en Europe. Il fait sa première apparition sous les couleurs du Toro le 12 août 2018 en entrant en jeu à la place d'Armando Izzo face au Cosenza Calcio en Coupe d'Italie (victoire 4-0 du Torino). Il joue son premier match de Serie A le 19 août suivant, lors de la première journée de la saison 2018-2019 face à l'AS Roma, en entrant une nouvelle fois en jeu à la place d'Izzo, mais ce jour-là son équipe s'incline sur le score d'un but à zéro.
Avec le Torino, Bremer découvre la coupe d'Europe, jouant son premier match lors d'une rencontre qualificative pour la Ligue Europa 2019-2020 le 25 juillet 2019, face au Debreceni VSC. Il est titularisé et son équipe l'emporte par trois buts à zéro ce jour-là.
Le 28 janvier 2020, il se fait remarquer lors d'une rencontre de coupe d'Italie face au Milan AC en marquant deux buts. Mais alors qu'il pensait avoir donné la victoire à son équipe Hakan Çalhanoğlu égalise pour les Rossoneri dans le temps additionnel et le Milan s'impose finalement durant les prolongations (4-2).
Bremer s'impose comme un joueur clé au sein du Torino et de nombreux clubs européens s'intéressent alors à lui, notamment en janvier 2022 durant le mercato. Le Torino repousse par exemple une offre de Newcastle United alors que Chelsea, Liverpool ou encore l'Inter Milan le suivent en vue d'un futur transfert. Le club basé à Turin souhaite cependant le prolonger.

#### Juventus FC (depuis 2022-)
Le 20 juillet 2022, Bremer signe à la Juventus FC pour quatre saisons pour un montant de 40 millions d'euros.
Le 6 septembre 2022, il fait sa première apparition en Ligue des champions, lors d'un match de phase de groupe contre le Paris Saint-Germain. Il est titularisé et son équipe est battue par deux buts à un. Bremer inscrit son premier but pour la Juventus le 11 septembre 2022, lors d'une rencontre de championnat contre l'US Salernitana. Il est titularisé et les deux équipes se neutralisent ce jour-là (2-2 score final),.

### En équipe nationale
Gleison Bremer honora sa première sélection le 23 septembre 2022 lors d'une rencontre amicale contre le Ghana soldée par une victoire par trois buts à zéro. Le 7 novembre 2022, il est sélectionné par Tite pour participer à la Coupe du monde 2022.

## Statistiques
| Saison                | Club                  | Championnat           | Championnat | Championnat | Championnat | Coupe(s) nationale(s) | Coupe(s) nationale(s) | Coupe(s) nationale(s) | Supercoupe | Supercoupe | Supercoupe | Compétition(s) continentale(s) | Compétition(s) continentale(s) | Compétition(s) continentale(s) | Compétition(s) continentale(s) | Ligue régionale | Ligue régionale | Ligue régionale | Autres compétitions | Autres compétitions | Autres compétitions | Autres compétitions | Brésil | Brésil | Brésil | Total | Total | Total |
| Saison                | Club                  | Division              | M.          | B.          | P.d.        | M.                    | B.                    | P.d.                  | M.         | B.         | P.d.       | Comp.                          | M.                             | B.                             | P.d.                           | M.              | B.              | P.d.            | Comp.               | M.                  | B.                  | P.d.                | M.     | B.     | P.d.   | M.    | B.    | P.d.  |
| 2017                  | Atlético Mineiro      | Série A               | 12          | 0           | 0           | 1                     | 0                     | 0                     | -          | -          | -          | CL                             | 1                              | 0                              | 0                              | -               | -               | -               | PL (en)             | 1                   | 0                   | 0                   | -      | -      | -      | 15    | 0     | 0     |
| 2018                  | Atlético Mineiro      | Série A               | 11          | 1           | 0           | 3                     | 0                     | 0                     | -          | -          | -          | CS                             | 2                              | 0                              | 0                              | 2               | 0               | 0               | -                   | -                   | -                   | -                   | -      | -      | -      | 18    | 1     | 0     |
| Sous-total            | Sous-total            | Sous-total            | 23          | 1           | 0           | 4                     | 0                     | 0                     | -          | -          | -          | -                              | 3                              | 0                              | 0                              | 2               | 0               | 0               | -                   | 1                   | 0                   | 0                   | -      | -      | -      | 33    | 1     | 0     |
| 2018-2019             | Torino FC             | Série A               | 5           | 0           | 0           | 2                     | 0                     | 0                     | -          | -          | -          | -                              | -                              | -                              | -                              | -               | -               | -               | -                   | -                   | -                   | -                   | -      | -      | -      | 7     | 0     | 0     |
| 2019-2020             | Torino FC             | Série A               | 27          | 3           | 1           | 2                     | 2                     | 0                     | -          | -          | -          | C3                             | 6                              | 0                              | 2                              | -               | -               | -               | -                   | -                   | -                   | -                   | -      | -      | -      | 35    | 5     | 3     |
| 2020-2021             | Torino FC             | Série A               | 33          | 5           | 1           | 2                     | 0                     | 0                     | -          | -          | -          | -                              | -                              | -                              | -                              | -               | -               | -               | -                   | -                   | -                   | -                   | -      | -      | -      | 35    | 5     | 1     |
| 2021-2022             | Torino FC             | Série A               | 33          | 3           | 1           | -                     | -                     | -                     | -          | -          | -          | -                              | -                              | -                              | -                              | -               | -               | -               | -                   | -                   | -                   | -                   | -      | -      | -      | 33    | 3     | 1     |
| Sous-total            | Sous-total            | Sous-total            | 98          | 11          | 3           | 6                     | 2                     | 0                     | 0          | 0          | 0          | -                              | 6                              | 0                              | 2                              | 0               | 0               | 0               | -                   | 0                   | 0                   | 0                   | -      | -      | -      | 110   | 13    | 5     |
| 2022-2023             | Juventus FC           | Série A               | 30          | 4           | 0           | 3                     | 1                     | 0                     | -          | -          | -          | C1+C3                          | 3+7                            | 0+0                            | 0+0                            | -               | -               | -               | -                   | -                   | -                   | -                   | 3      | 0      | 0      | 46    | 5     | 0     |
| 2023-2024             | Juventus FC           | Série A               | 35          | 3           | 0           | 4                     | 0                     | 0                     | -          | -          | -          | -                              | -                              | -                              | -                              | -               | -               | -               | -                   | -                   | -                   | -                   | 2      | 0      | 0      | 41    | 3     | 0     |
| 2024-2025             | Juventus FC           | Série A               | 6           | 0           | 0           | 0                     | 0                     | 0                     | -          | -          | -          | C1                             | 2                              | 0                              | 0                              | -               | -               | -               | -                   | -                   | -                   | -                   | 0      | 0      | 0      | 8     | 0     | 0     |
| Sous-total            | Sous-total            | Sous-total            | 71          | 7           | 0           | 7                     | 1                     | 0                     | 0          | 0          | 0          | -                              | 12                             | 0                              | 0                              | 0               | 0               | 0               | -                   | 0                   | 0                   | 0                   | 5      | 0      | 0      | 95    | 8     | 0     |
| Total sur la carrière | Total sur la carrière | Total sur la carrière | 193         | 19          | 3           | 17                    | 1                     | 0                     | 0          | 0          | 0          | -                              | 21                             | 0                              | 2                              | 2               | 0               | 0               | -                   | 1                   | 0                   | 0                   | 5      | 0      | 0      | 239   | 20    | 5     |

### En sélection nationale
| Saison                | Sélection             | Phases finales        | Phases finales | Phases finales | Phases finales | Éliminatoires CDM | Éliminatoires CDM | Éliminatoires CDM | Matchs amicaux | Matchs amicaux | Matchs amicaux | Total | Total | Total |
| Saison                | Sélection             | Compétition           | M              | B              | Pd             | M                 | B                 | Pd                | M              | B              | Pd             | M     | B     | Pd    |
| --------------------- | --------------------- | --------------------- | -------------- | -------------- | -------------- | ----------------- | ----------------- | ----------------- | -------------- | -------------- | -------------- | ----- | ----- | ----- |
| 2022-2023             | Brésil                | Coupe du monde 2022   | 2              | 0              | 0              | -                 | -                 | -                 | 1              | 0              | 0              | 3     | 0     | 0     |
| 2023-2024             | Brésil                | Copa América 2024     | 0              | 0              | 0              | 0                 | 0                 | 0                 | 2              | 0              | 0              | 2     | 0     | 0     |
| Total sur la carrière | Total sur la carrière | Total sur la carrière | 2              | 0              | 0              | 0                 | 0                 | 0                 | 3              | 0              | 0              | 5     | 0     | 0     |